# Ali Bakhta
Ali Bakhta, född 13 augusti 1961, är en algerisk friidrottare. Han deltog vid olympiska sommarspelen 1984.